# Détecteur de pluie
Pour les articles homonymes, voir détecteur.

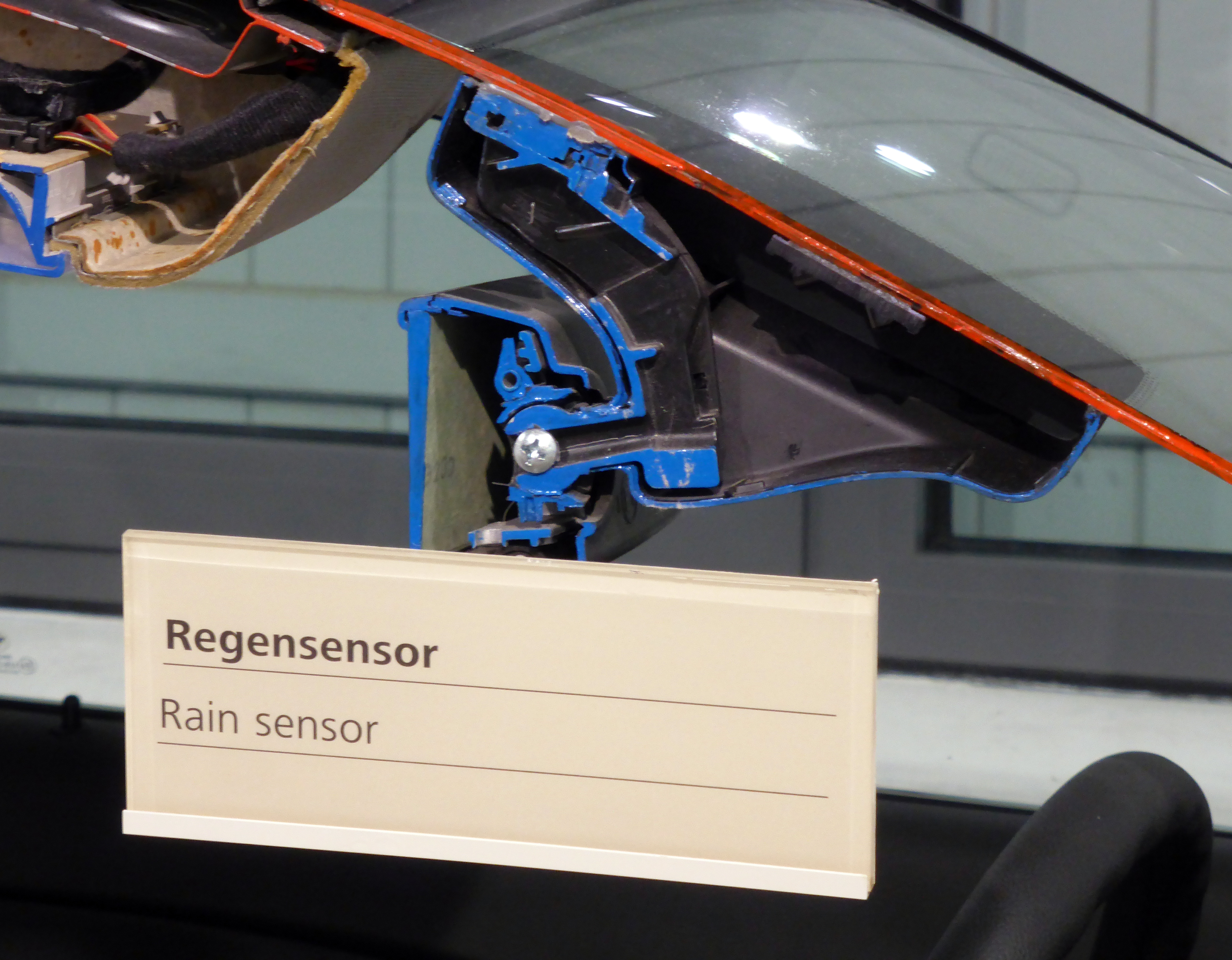
Détecteur de pluie, Berlin, Allemagne, 2009

Un détecteur de pluie, ou sonde de pluie, est un dispositif de commutation électronique activé par la pluie permettant de déclencher ou d'arrêter un appareil tel qu'un système d'irrigation ou des essuie-glaces. Ce n'est pas un appareil de mesure des précipitations, ce qui est la vocation des pluviomètres pourtant parfois convertis en détecteurs.

## Utilisations
Il existe deux applications principales pour ces capteurs :
- le premier est un dispositif de conservation d'eau connecté à un système d'irrigation automatique qui provoque l'arrêt du système à partir d'une certaine quantité ou intensité de pluie ;
- le second est un dispositif utilisé pour protéger l'intérieur d'une automobile de la pluie par fermeture automatique du toit ouvrant et déclenchement des essuie-glaces.

Il peut être aussi utilisé pour déclencher une soufflerie en cas de pluie tombant vers le cornet d'alimentation d'une antenne de communication par satellite pour éliminer les gouttelettes d'eau de son couvercle en mylar qui maintient de l'air sous pression et sec à l'intérieur du guide d'ondes.
Certains capteurs de pluie pour l'irrigation contiennent également un capteur de température pour empêcher le fonctionnement aux températures inférieures au point de congélation, en particulier lorsque les systèmes d'irrigation sont encore utilisés pendant l'hiver, ainsi que parfois un « capteur de vent ».

## Types

### Électromécanique
Certains capteurs d'irrigation utilisent des augets basculants, comme les pluviomètres. Dans celui-ci, un collecteur de pluie la dirige vers une sorte de petite balançoire tape-cul formée de deux réceptacles métalliques de petite taille de part et d’autre d’un axe horizontal. Lorsque l'auget horizontal est plein, il bascule vers le bas et c'est l'autre qui devient horizontal. Tant qu'il pleut, ce mouvement de va-et-vient actionne un interrupteur qui fait cesser l'arrosage. Contrairement à un pluviomètre, ce n'est pas l'accumulation totale de pluie qui est recherchée mais le taux instantané ou l'atteinte d'un seuil.
Des sondes à variation de conductance électrique sont un autre mécanisme électromécanique de détection des précipitations.

### Hygroscopique
Les détecteurs de pluie les plus simples utilisent des disques hygroscopiques qui gonflent en présence de pluie et se rétractent à nouveau en séchant. Un interrupteur électrique est actionné ou libéré par le mouvement d'une pile de ces disques et le taux de séchage est généralement ajusté en contrôlant la ventilation de la pile ce qui permet de calibrer le seuil de déclenchement du système.

### Optique

Diagramme montrant l'opération d'un détecteur optique de pluie : trajet du faisceau lumineux de l'émetteur 1 au récepteur 2 par temps sec en haut et par pluie en bas.

Les détecteurs modernes les plus courants sont basés sur le principe de la réflexion interne totale. À tout moment, une lumière infrarouge est diffusée à un angle de 45 degrés vers le verre fermant le capteur depuis l'intérieur. Si le verre est sec, l'angle critique de réfraction interne totale est d'environ 42°. Cette valeur est obtenue avec la formule de réfraction interne totale :
{\displaystyle \sin(\theta _{\text{c}})={\frac {n_{1}}{n_{2}}}}
où {\displaystyle n_{1}=1} est la valeur approximative de l'indice de réfraction de l'air pour l'infrarouge et {\displaystyle n_{2}=1.5} est la valeur approximative de l'indice de réfraction du verre, également pour l'infrarouge. Dans ce cas, comme l'angle d'incidence de la lumière est de 45°, toute la lumière est réfléchie et le détecteur reçoit une intensité maximale.
Lorsque le verre est mouillé, l'angle critique passe à environ 60° car l'indice de réfraction de l'eau est supérieur à celle de l'air ({\displaystyle n_{1}=1.3}). Parce que l'angle incident est de 45°, la réflexion interne totale n'est pas obtenue. Une partie du faisceau lumineux traverse le verre et l'intensité de la réflexion est plus faible ce qui signale au système qu'il pleut. Ceci déclenche alors un interrupteur qui interrompt l'irrigation, déclenche les essuie-glaces ou enclenche la soufflerie de l'antenne de communication selon le cas.